# 한국가지생산자협의회
한국가지생산자협의회는 가지의 판매·소비촉진 홍보, 시장 개척을 위한 국내외 시장조사, 유통정보화, 수급안정을 위한 사업을 목적으로 2004년 11월 22일 설립된 대한민국 농림수산식품부 소관의 사단법인이다. 사무실은 서울특별시 중구 충정로 1가 75번지에 있다.

## 주요 사업
- 자조금 조성 등을 통한 가지의 수급조절 및 판매촉진 홍보
- 가지의 판로확대 및 신규시장 개척을 위한 국내외 시장조사
- 유통협약 및 유통명령 이행한 경비의 지출
- 출하조절 등 가지의 수급안정을 위하여 필요한 사업 등